# Kees Godefrooij
Cornelis Nicolaas (Kees) Godefrooij (Rotterdam, 15 augustus 1951) is een Nederlandse dichter.

## Leven en werk
Godefrooij werd geboren in Rotterdam en groeide op in Vlaardingen. Hij woonde onder andere in Kopenhagen en Barcelona en was ondernemer in lederen kleding.
Op latere leeftijd ontdekte hij tijdens zijn studie Cultuurwetenschappen de poëzie en liet zich met name inspireren door de Zwarte Romantiek. Zijn werk werd onder andere gepubliceerd in De Tweede Ronde.
Godefrooij is bedenker van een zogeheten hangplek voor dichters. Via een stichting organiseert hij literaire activiteiten en stelt hij bloemlezingen samen. 
Diverse voordrachten van zijn werk zijn verfilmd en te bekijken op YouTube (https://www.youtube.com/@spleenspleen). 